# Grupo de Combate Aéreo da RAAF
O Grupo de Combate Aéreo é um grupo da Real Força Aérea Australiana (RAAF) que administra as aeronaves de combate e bombardeamento da RAAF. Este grupo foi formado no dia 7 de Fevereiro de 2002 através da fusão do Grupo de Combate Táctico da RAAF e do Grupo de Ataque e Reconhecimento, numa tentativa para melhorar a eficiência e a velocidade através da qual a RAAF consegue lançar as suas aeronaves em combate. O actual comandante deste grupo é o Comodoro do Ar Anthony Grady.